# Colin Banks
Colin Banks (Bergen op Zoom, 12 maart 1971) is een Nederlandse radio-dj.

## Loopbaan
Na een aantal jaar dj te zijn geweest in discotheken en bij lokale radiostations, waaronder Radio Saffier en C-Dance in België, kwam Colin in 1999 bij Radio 538 terecht. Een jaar later ging hij aan de slag bij Noordzee FM, waar hij onder meer de ochtendshow The Morning Call presenteerde.
In juli 2005 ging hij weg bij Noordzee FM en was sinds oktober 2005 bij Radio Veronica te horen. Vanaf juni 2008 presenteerde hij "De meer muziek ochtendshow", iedere werkdag tussen 6.00 en 9.00 uur, samen met Jan Paparazzi, Arend Langenberg, Olav Mol, Johan Derksen en Sjaak Bral. Door het vertrek van Jan Paparazzi in januari 2009 kon Colin het programma niet meer zo maken als hij het voor ogen had. Colin Banks presenteerde vanaf 2009 op zaterdag en zondag bij Radio Veronica de programma's 'Ook Goeiemorgen', 'The Long Versions' en 'Concert Classics'.
Per 12 april 2010 maakte Banks de overstap naar 100%NL, waar hij eerst de ochtendshow tussen 07.00 uur en 10.00 uur ging presenteren. Vanaf 18 november 2013 ging hij de middagshow maken van 16.00 tot 19.00 uur. Sinds 2020  is hij tussen 13.00 en 16.00 uur te horen. Hiervoor maakte hij een programma in het weekend.